# نجاء الصقلبي
أبو الفوز نجاء الصقلبي (المتوفي في عام 434 هـ) خامس حكام طائفة مالقة في عهد ملوك الطوائف.

## حياته
كان نجاء الصقلبي وزيرًا ليحيى المعتلي بالله. وعند وفاة يحيى في المحرم عام 427 هـ، شارك نجاء مع الوزير ابن بقنة في التمهيد لتولي إدريس المتأيد بالله شقيق يحيى ووالي سبتة وطنجة وأعمالهما. عينه إدريس حاجبًا، ثم أوكل إليه إدريس مصاحبة ابن أخيه الحسن بن يحيى الذي ولاه على سبتة وطنجة.
بعد وفاة إدريس المتأيد بالله في المحرم عام 431 هـ، سعى الوزير ابن بقنة إلى مبايعة ابن إدريس المتأيد بالله يحيى خلفًا لأبيه، متجاوزًا بذلك الحسن بن يحيى المعتلي بالله الذي كان إدريس قد ولاه العهد. رفض الحسن تجاوزه في الحكم، كما رأى نجاء أن في ذلك تعاظمًا لدور الوزير ابن بقنة، لذا جهزا جيشًا عبرا به إلى مالقة، وحاصراها برًا وبحرًا، حتى استسلم يحيى وتنازل عن عرشه في جمادى الثاني 431 هـ.
جعل الحسن المستنصر بالله نجاء الصقلبي واليًا على سبتة والثغور المغربية. وفي ربيع الثاني سنة 434 هـ، دس الحسن إلى سلفه في الحكم وابن عمه يحيى القائم بأمر الله من سمّه. لم تمض فترة طويلة، حتى انتقمت زوجة الحسن وابنة عمه لأخيها وسمّت زوجها في جمادى الأولى 434 هـ. استغل نجا فرصة موت الحسن دون أن يعقب، وعبر في قواته من سبتة إلى مالقة، وأعلن نفسه حاكمًا عليها بعد أن نجح بعض أعوانه أن يسجنوا إدريس بن يحيى شقيق الحسن. ولم تمض أيام حتى سار نجاء بجيشه إلى الجزيرة الخضراء، ليضمها إلى حكمه من يد محمد بن القاسم بن حمود. فخرجت إليه أم محمد سبيعة وعنّفته، فاستحى نجاء منها، وغادر عائدًا إلى مالقة. وفي الطريق اغتاله بعض جنوده من البربر، وأخرجوا إدريس بن يحيى من سجنه، وبايعوه في 6 جمادى الثانية 434 هـ.